# Michael Stipe
John Michael Stipe, född 4 januari 1960 i Decatur, Georgia, är en amerikansk musiker, känd som sångare i rockgruppen R.E.M. Stipe skrev också de flesta av texterna till gruppens låtar, medan musiken skrevs av de övriga medlemmarna. 
Stipes låttexter är icke sällan surrealistiska, ett exempel är låten Lotus från albumet Up. Han regisserade även de flesta av bandets musikvideor. Stipe driver också två filmbolag, C-00 och Single Cell Pictures.
Som medlem av R.E.M. inducerades Michael Stipe i Rock and Roll Hall of Fame 2007.
Michael Stipe var nära vän till Kurt Cobain, och är gudfar till hans dotter Frances Bean Cobain.